# Cape Doctor

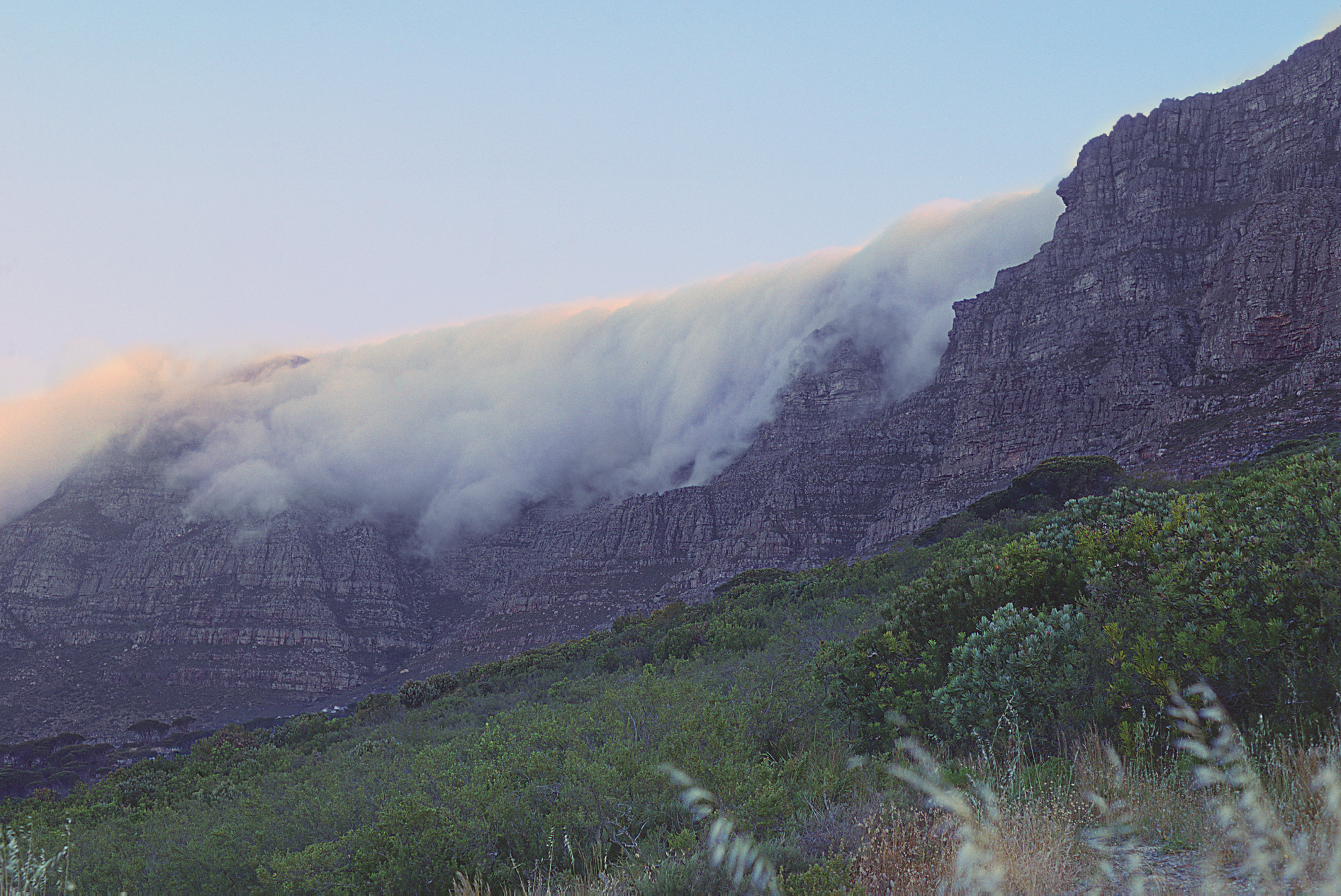
Nubes sobre la montaña de la Mesa causadas por el viento Cape Doctor

"Cape Doctor" (usualmente The Cape Doctor o die Kaapse dokter en afrikáans) es el nombre local de un viento fuerte, persistente y seco de dirección sudeste que sopla en la costa sudafricana desde la primavera hasta finales del verano (de septiembre a marzo en el hemisferio Sur). Es conocido como el Cape Doctor ("Doctor del Cabo") debido a que se ha sostenido durante mucho tiempo que limpia Ciudad del Cabo de contaminación y pestilencia.
Aunque el viento golpea una amplia zona del subcontinente, es célebre especialmente en y alrededor de la península del Cabo, donde puede ser desagradablemente fuerte e irritante. El Cape Doctor es hasta cierto punto un término obsoleto; muchos ahora simplemente lo llaman South-Easter (Del sudeste). Un hecho irónico es que los registro meteorológicos para Ciudad del Cabo muestran que los vientos del noroeste de invierno pueden ser tan fuertes y más destructivos que el sudeste.
Aunque usualmente es acompañado por tiempo agradable, si el viento del sudeste está acompañado por una bajada como ocurre a veces en la primavera y el otoño, esto puede causar intensas lluvias que caen sobre el Cabo Occidental. Este fenómeno es popularmente conocido como un sudeste negro. La inundación de Laingsburg del 24 y 25 de enero de 1981 es un ejemplo de esto.